# Chamechaude

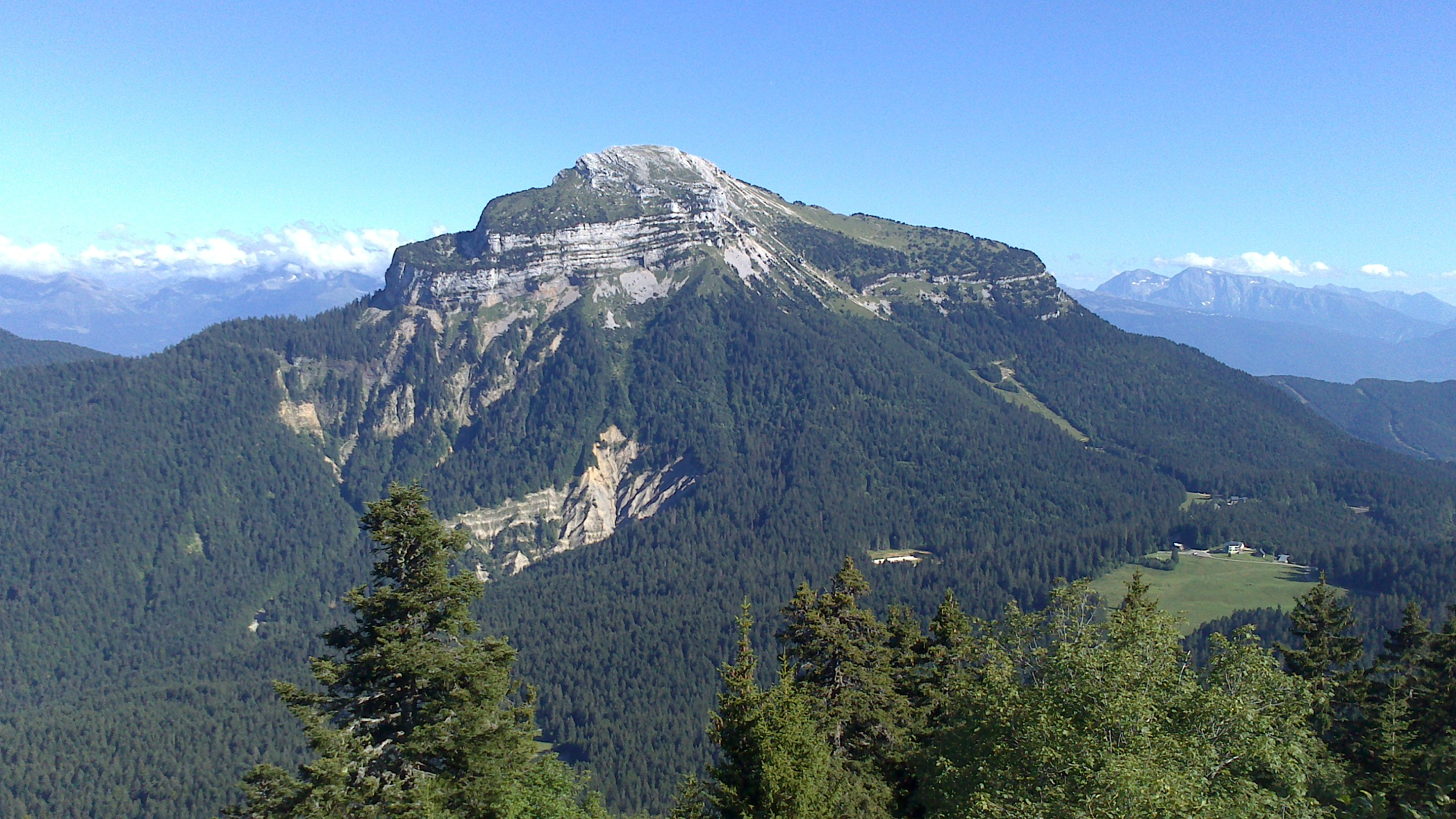
Vista del Chamechaude desde el oratorio de Orgeval en el Charmant Som; la parte rocosa en el bosque es el Grand Ravin

Chamechaude es una montaña francesa del departamento de Isère que se eleva a 2082 m de altitud, siendo el punto culminante del macizo de la Chartreuse, en los Alpes. Es también, con 1769 m de prominencia, el cuarto más prominente de los ocho picos ultraprominentes de la Francia metropolitana. Como la mayoría de los picos de los Prealpes, está formado  en parte por piedra caliza urgoniana. Si bien su vertiente occidental es fácil de ascender desde el col de Porte, su vertiente oriental tiene paredes verticales difíciles de superar en senderismo, pero con muchas rutas de escalada abiertas al final de la Segunda Guerra Mundial.
La montaña es parte del parque natural regional de Chartreuse y de una zona natural de interés ecológico, faunístico y florístico. La gamuza o rebeco (Rupicapra rupicapra) está especialmente presente en las partes abruptas, por encima de la línea de árboles.

## Toponimia
El nombre Chamechaude proviene de Chame chauve, que puede interpretarse como «chalme desprovisto de vegetación», del  latín culmen («pico, elevación rocosa»), y designando más específicamente a un pasto y a la cumbre que lo domina; también ha dado la palabra «chaume» ("rastrojo"). La alteración del nombre es anterior al siglo XIX. Sin embargo, a veces todavía se encuentra  el «calvus» latino para explicar la etimología de «chaude» ("cálido"), lo que lo convertiría en un «pasto de montaña soleado», una explicación considerada como poco probable.

## Geografía

### Situación
Chamechaude se encuentra en el sudeste de Francia, en la región de Auvernia-Ródano-Alpes y el departamento de Isère. Su cumbre se encuentra en la unión de los comunas de Saint-Pierre-de-Chartreuse, Sarcenas et Le Sappey-en-Chartreuse. Se encuentra a una docena de kilómetros al noreste de Grenoble y a casi cien kilómetros al sureste de Lyon. Forma parte del macizo prealpino de la Chartreuse.
Domina al Charmant Som (1867 m), al noroeste, a la Pinéa (1771 m), al oeste, al Écoutoux (1406 m), al suroeste, a las barras del monte Saint-Eynard (1379 m), al sur y sureste, y al roc d'Arguille (1768 m), al noreste.

### Orografía

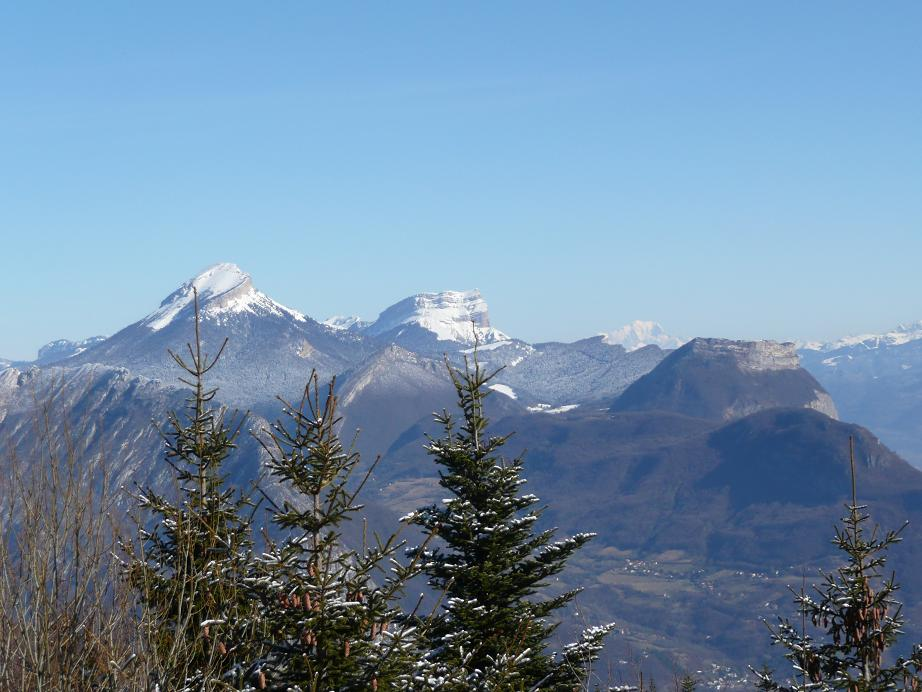
Vista desde el oeste del Chamechaude (a la izquierda) que domina las cumbres meridionales del macizo de la Chartreuse.

La cumbre se eleva a 2082 m de altitud, lo que lo hace el punto más alto del macizo de la Chartreuse. Su altura de culminación es de 1769 m, la cuarta más grande en el territorio  de la Francia metropolitana el pico más alto más cercano es la Pointe de la Sitre  (2195 m), un pico secundario de la Grande Lance de Domène (2790 m)  en la cadena de Belledonne, a 18 km  al sureste. Chamechaude está rodeada por el col de Porte (1326 m)  al oeste y el col de Palaquit (1154 m), hacia el suroeste, que son pasos de carretera, así como por el col de l'Émeindras (1372 m) hacia el este, que es utilizado por el GR9 y el GR del Tour de Chartreuse.
Chamechaude presenta en su vertiente oriental una pared vertical de unos 200 m de altura que corona un canchal o talud pedregoso; está cortado, ligeramente al sur de la cumbre, por la brecha Arnaud. La vertiente occidental consiste en losas de piedra caliza superpuestas e inclinadas de las cuales emerge el monolito de la Folatière, una roca ubicada debajo de la cumbre y resistente a la erosión. Las gargantas del Oiseau, dominadas por los acantilados del Jardín, cortan el extremo septentrional de la montaña y son recorridos por el arroyo del Fontanil. Se unen al Grand Ravin (Gran Barranco), uno de los ravines más grandes de Chamechaude, ubicado al noroeste de la montaña. El arroyo del Herbetan nace al noreste de la cumbre, debajo del acantilado de la Roche du Nord y al norte del paso del Émeindras. El Vence y su afluente el Loux tienen sus fuentes respectivamente al suroeste y al sur de la cumbre. El segundo está dominado por el acantilado de Roche Rousse. Este, que sobresale desde la cima de sus 1400 m de altitud sobre la aldea de Sappey, es el resultado de un deslizamiento de tierra, ocurrido hace varios siglos, lo que le da su color y su nombre.

### Geología

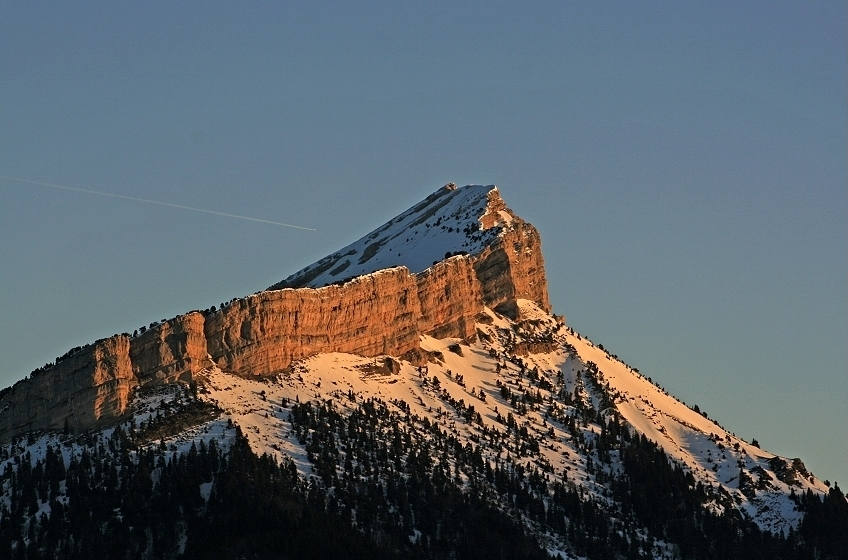
Vista de las capas de piedra caliza y del vuelo sinclinal de Chamechaude desde el monte Saint-Eynard.

Chamechaude se compone de calizas que descansan sobre rocas margosas. Las losas que constituyen la cumbre forman una aleta sinclinal encaramada con una facies urgoniana característica de los  Prealpes. Sin embargo, debido a la erosión, está aquí menos bien conservado que en los picos circundantes y se extiende solamente sobre un kilómetro por 500 m El monolito de la Folatière es un remanente de una de esas losas. Algunas rocas urgonianas muestran fragmentos de las puntas de los coralitos ramificados. La parte inferior de los acantilados, enterrada en la ladera occidental al nivel de la falla de caída de los Bachasson, está hecha de piedra caliza barremiana, mientras que a la altura del talud y de la parte superior del bosque, la piedra caliza data del Hauteriviano. Todo descansa sobre las calizas  del Fontanil  que son particularmente visibles a nivel de Roche Rousse. Por último, la base de la montaña está hecha de margas de Narbona, en las que la erosión ha sacado el Grand Ravin.

### Fauna y flora

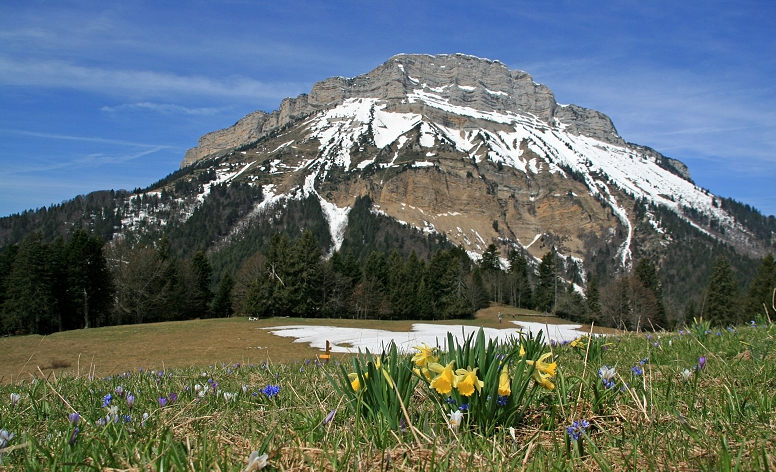
Vista desde los Émeindras, sucediéndose los pastos de montaña, el bosque, los taludes y los acantilados.

Chamechaude es un refugio para la gamuza, principalmente en sus laderas más escarpadas hacia el norte y el este. La presencia de corzos, jabalíes y ciervos también está probada en la Chartreuse central. Entre las aves se encuentran el gallo lira común, el treparriscos y la chova piquigualda.
El bosque de abetos, piceas y hayas que rodea la montaña alberga la zapatilla de dama (o Sabot de Venus) y la pirola de hojas redondas. El calibrador amarillo crece en pastizales. También se encuentra el acónito de los Alpes, el arabette con hojas de tomillo, el buplèvre de hojas largas, el cirse de los arroyos, la orquídea fantasma, la gaillet oblicuo, la avena sedosa, la epervière de Lawson, la hierba  ranurada de San Juan, el bálsamo del bosque, el orobanche del sermón, el polístico con espinas, la potentilla reluciente, la oreja de oso, el pirola intermedio, el ranúnculo de Séguier.

## Historia

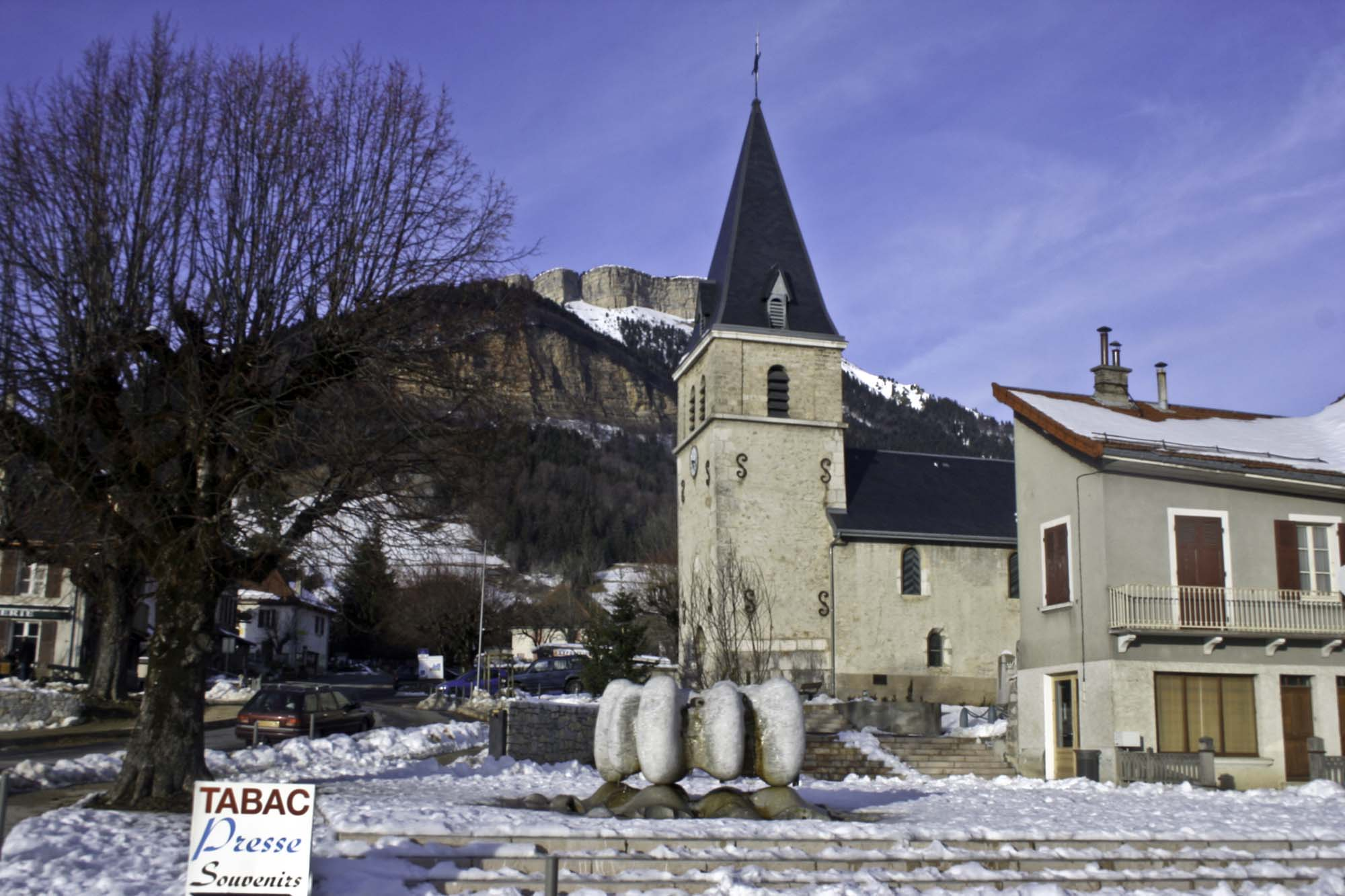
Vista de la iglesia de Sappey-en-Chartreuse dominada por la Chamechaude.

La fecha de la primera ascensión de la Chamechaude es desconocida. Las laderas de la montaña han estado ocupadas desde siglos, como lo demuestran algunos haberts, que consisten en una vivienda y una granja establo, generalmente construidos en los siglos XVII y XVIII.
Se ve una cruz de la cumbre en una foto, cuya fecha parece remontarse al 5 de julio de 1896. En cualquier caso, se erigió una nueva cruz el 19 de agosto de 1919. Una procesión, dirigida por el vicario Jules Vernaz, partió de Sappey a las seis  en punto de la mañana, al son de las campanas de la iglesia. Participaron un gran número de antiguos poilus, acompañados por el cura del pueblo, el abad Fleur, y del arcipreste de Domène. Entonces soldados, se habían prometido a sí mismos, en caso de victoria y de acuerdo con la parroquia, rehacer las estaciones del Vía crucis. La subida a la cumbre pasó por el col de Porte. La cruz se componía de tres secciones para facilitar el transporte; también se llevaron cemento y agua. La cumbre se alcanzó en  tres horas y media. A las diez en punto, se erigió la cruz. Se tocaron las cornetas, se pronunciaron cánticos y un sermón antes de que se bendijese la cruz.
Las primeras vías de escalada aparecieron en la década de 1940: el  pilier Tobey (o pilier Oriental) fue abierto en su parte inferior por S. Coupé y G. Lyan en 1945 y fue completado por L. Berger y A. Tobey en 1950, mientras que la chimenea de la Y fue derrotada por C. Buxtorf, C. Fontaine y R. Pilotti en 1946. Sin embargo, el verdadero boom tuvo lugar en la década de 1960: el pilier Gris de Y. Morin, J .-C. Planchon y B. Vartanian en 1962, la fissure Jaune  de J. Pilon, A. Rebreyend y M. Robert el 22 de noviembre de 1964, el pilier Central  de D. Delin, G. Marchesin y G. Richerand en 1965, el pilier de Droite  de J.-C. Gallet y G. Marchesin en 1966, la vía del 24 de septiembre de P. Abatte, G. André, J. Chabert, D. Delin y B. Fouchere en 1967, vías a las que se puede añadir la voie Ultime, de J. Bechia, E. Laroche-Joubert y B. Vartanian en 1973.
Durante el siglo XX, tuvo lugar una trashumancia cada verano, de junio a septiembre, hacia el habert de Chamechaude, a una altitud de 1570 m, al sureste de la cumbre. Sin embargo, debido a la ausencia de una fuente cercana, a la pendiente y la estrechez del pasto que solo podía acomodar a unas 300 ovejas, se abandonó en 1963. La cría se reanudó en 1979 y el habert, ahora en el borde del bosque, esta reformado. El corte de hierba por parte de los animales contribuye a la lucha natural contra las avalanchas en invierno. Sin embargo, el 5 de febrero de 1980, fue el refugio de Émeindra-de-Dessous, transformado en un refugio de montaña y ocupado permanentemente por dos guardias, el que fue arrastrado por una masa de nieve caída desde su corredor natural. La guardesa, embarazada de siete meses, y su hermano resultaron gravemente heridos por la explosión de gas que siguió.
El año 1979 también vio la instauracióno de una misa al aire libre celebrada cada último domingo de julio por el padre Bruno Rendu, párroco de Sappey, en un claro en la ladera sur de la montaña. Le sigue una comida campestre en el habert de Chamechaude, en colaboración con el pastor y el sonido de los cuernos de caza y de acordeones.

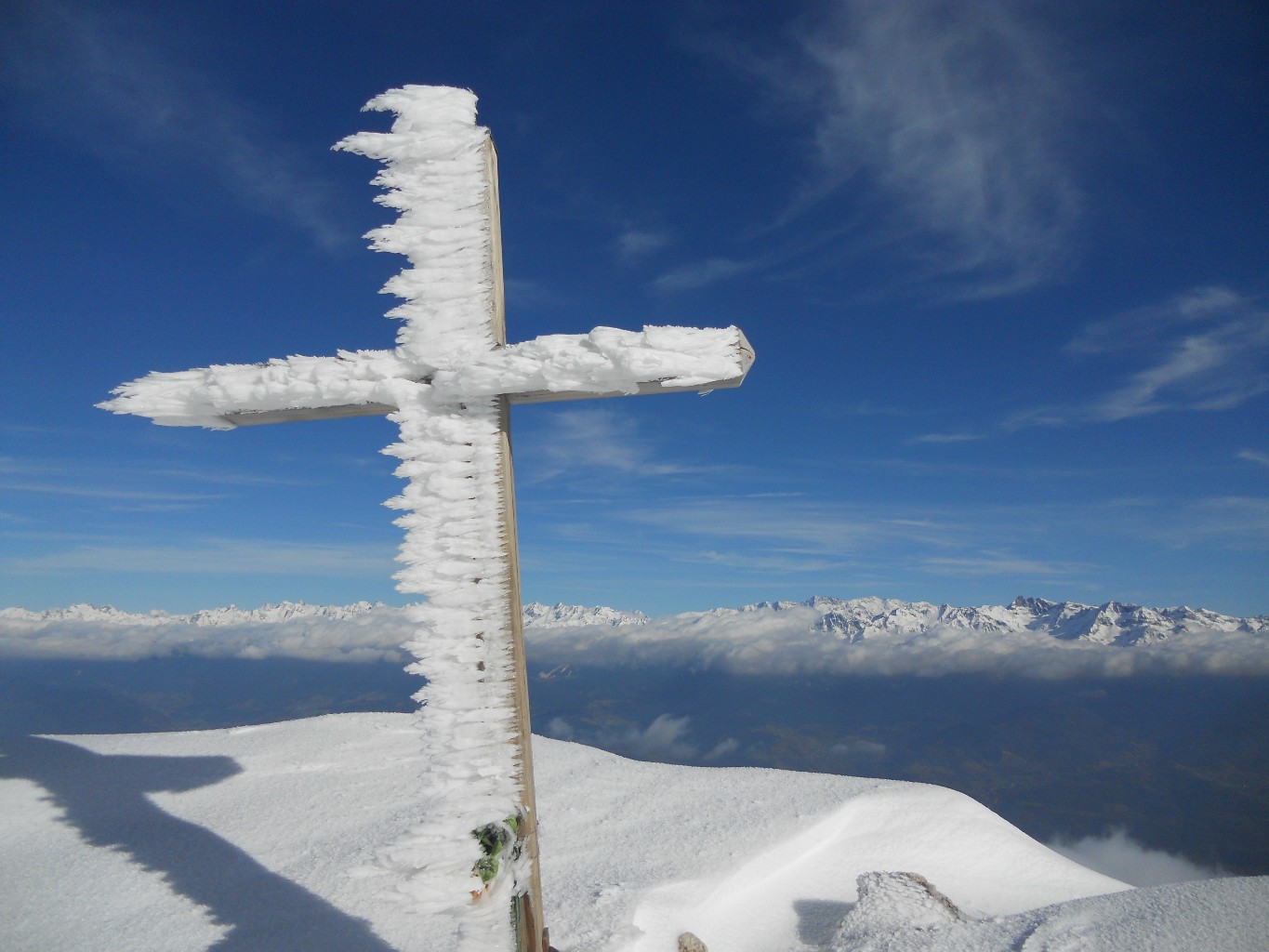
Vista de la cruz de cumbre contemporánea a finales de invierno.

Durante el año 2000, varias cruces de cumbres fueron destruidas en el macizo de Chartreuse. Al año siguiente, se prepararon dos nuevas cruces para la Grande Sure. La más grande está instalado para que sea visible desde Voironnais. La otra, más adornada, finalmente se colocó en el Chamechaude, que había perdido la suya desdehacia ya varios años. Las dos piezas de roble fueron transportadas el 16 de diciembre de 2001 y fijadas a una base metálica instalada unos días antes.

#### Escalada

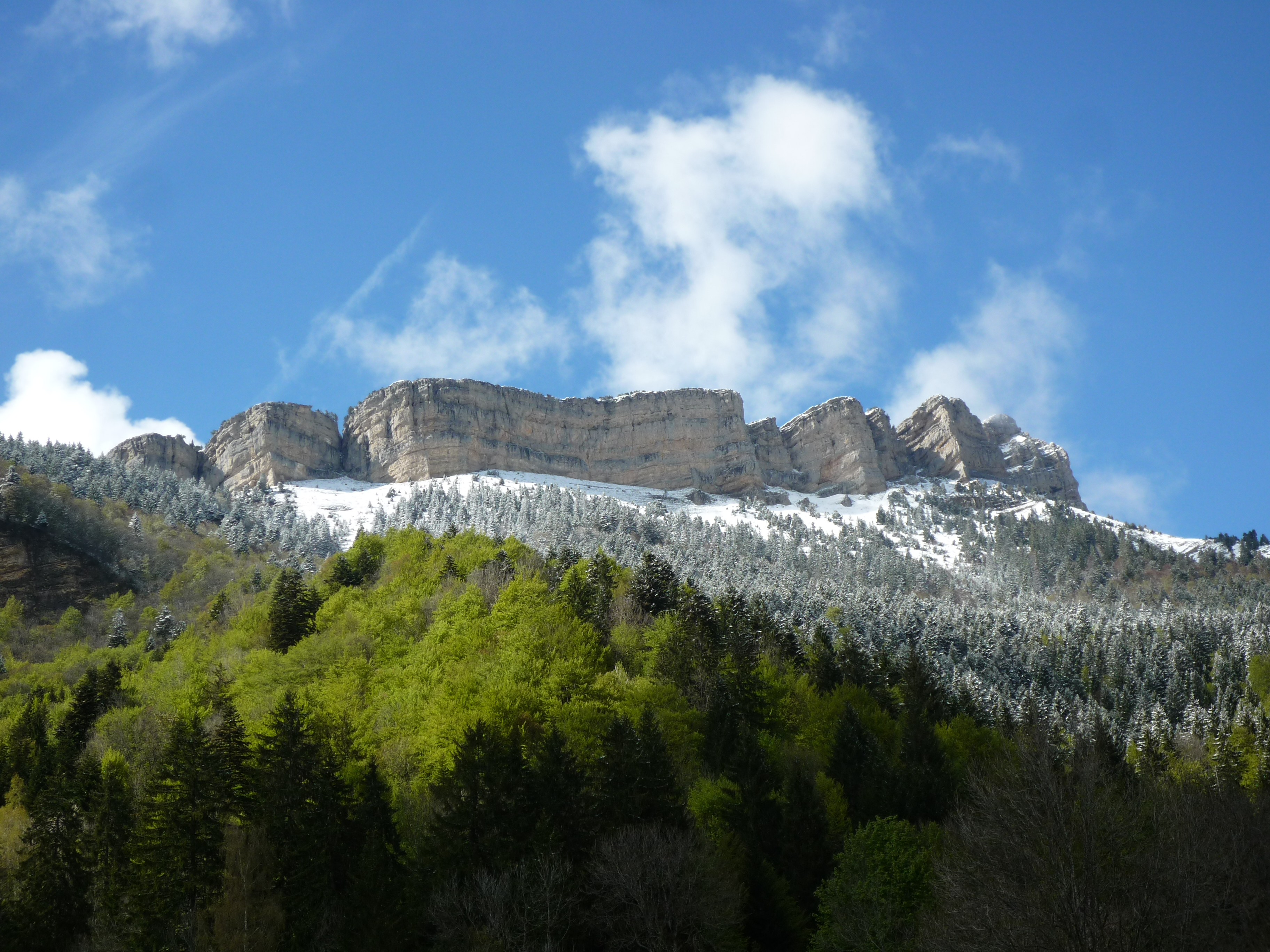
Vista de las diferentes piliers del acantilado sureste de Chamechaude, desde Le Sappey-en-Chartreuse.

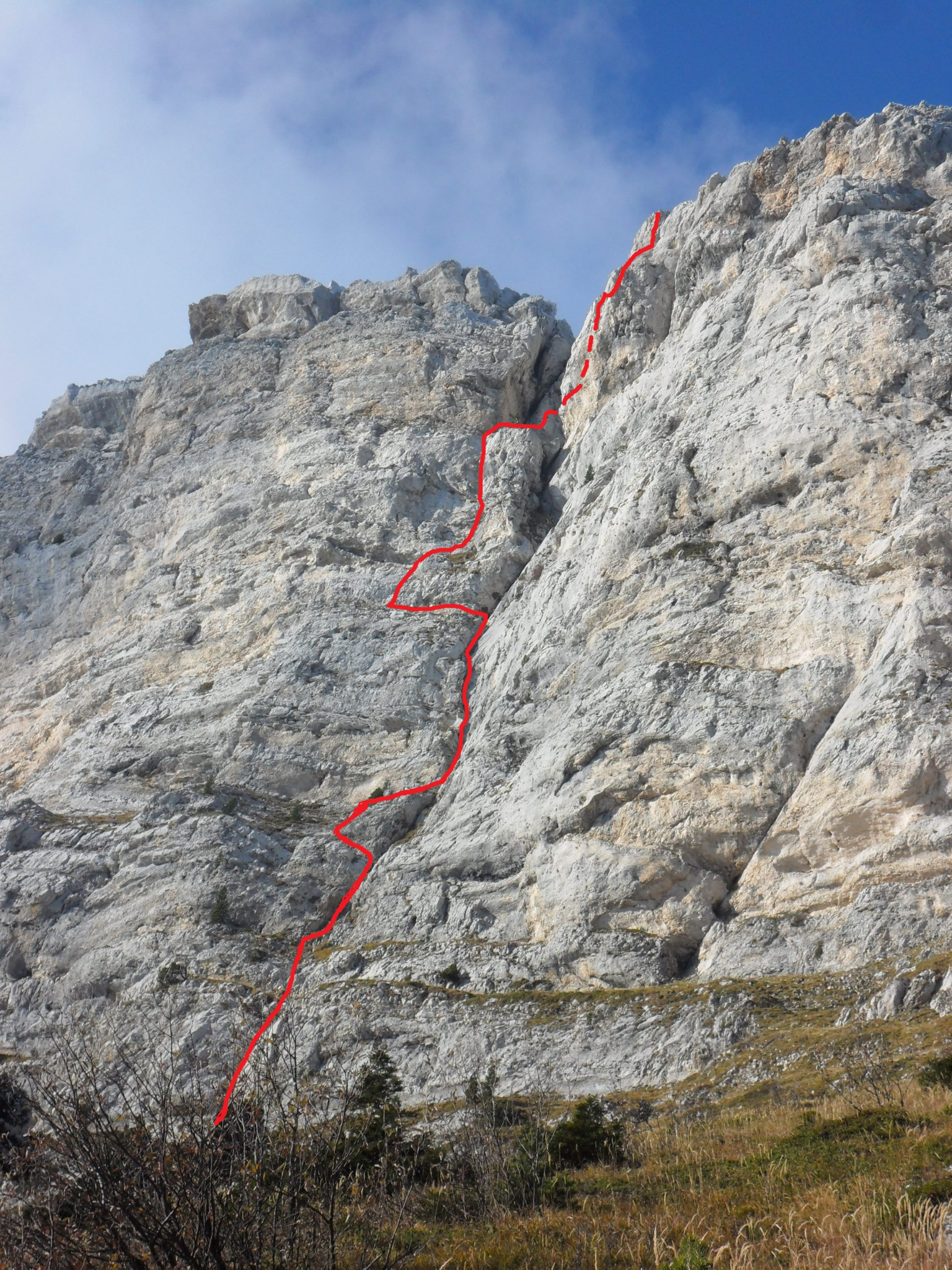
Trazado de la vía cheminée de l'Y.
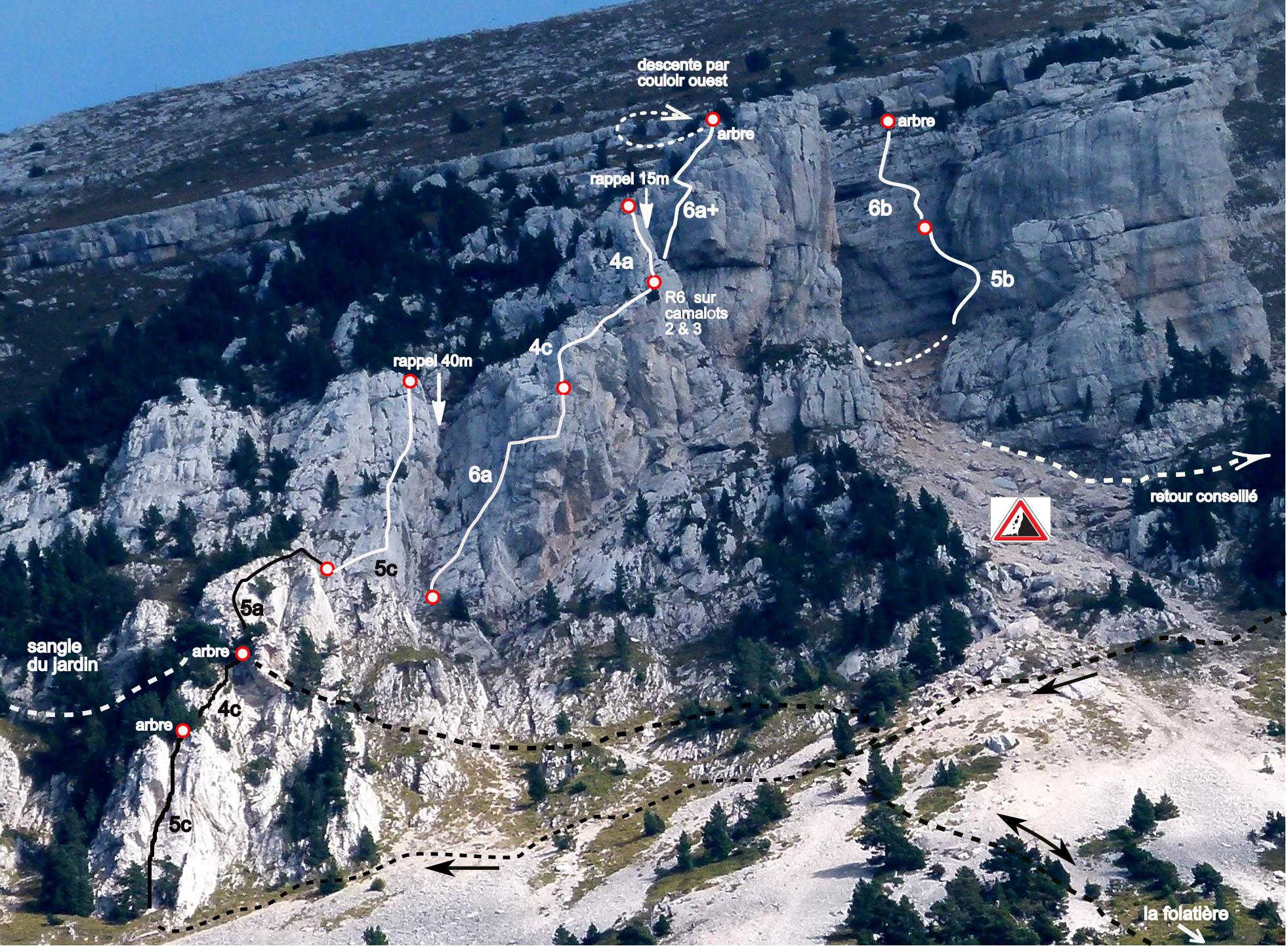
Topo de la vía Conquête de l'Ouest.
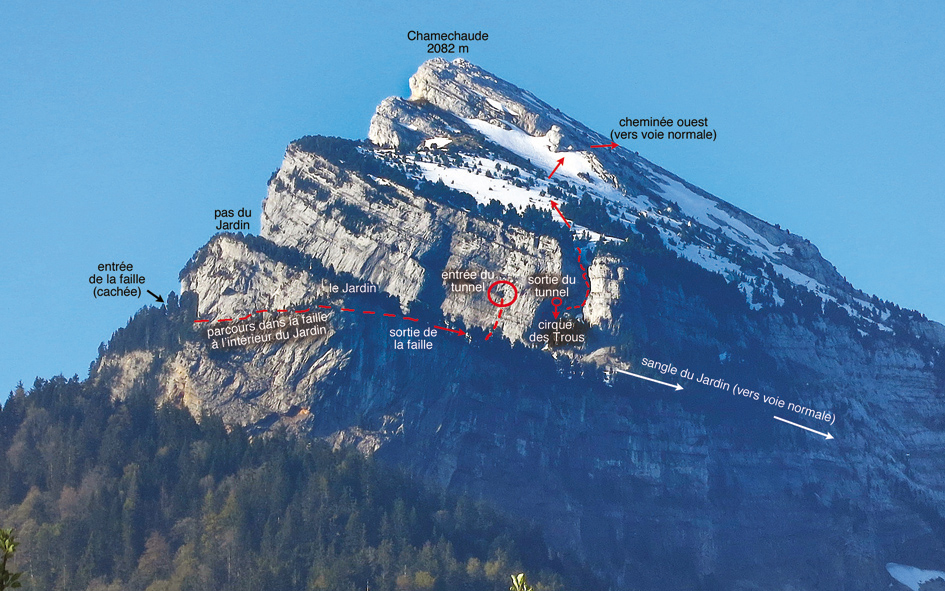
Trazado de la faille du Jardin y de la voie des Trous
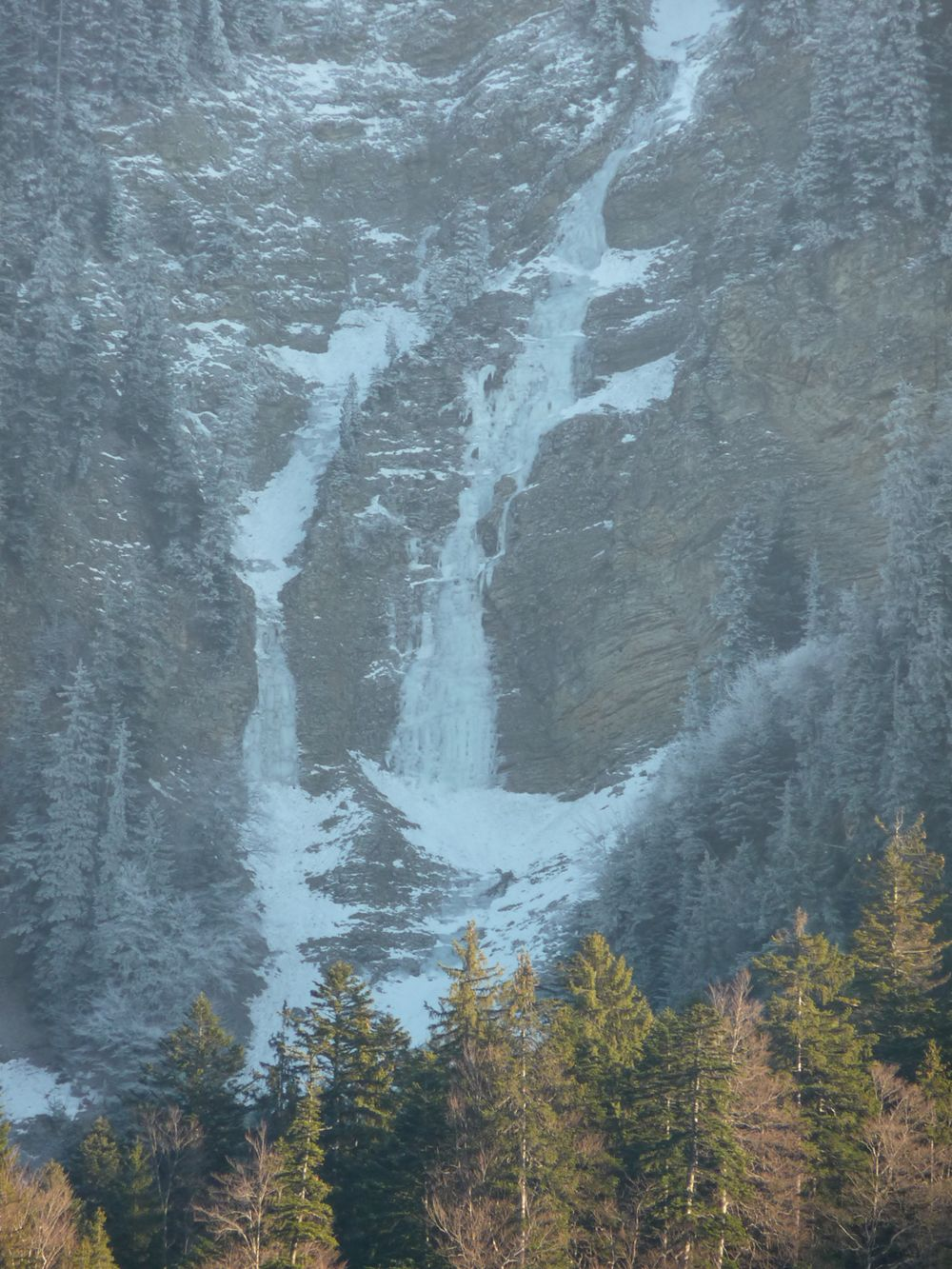
Cascada de hielo  en las gargantas del Oiseau.

### Protección medioambiental
Chamechaude se encuentra dentro del parque natural regional de Chartreuse, creado en 1995, que protege 767 km² desde la revisión de su estatuto en 2008. La cumbre también se clasifica como un zoaa natural de interés ecológico, faunístico y florístico (zone naturelle d'intérêt écologique, faunistique et floristique, (ZNIEFF) de tipo I, que cubre 575,2 ha.

## Cultura popular
Debido a su apariencia molar, Chamechaude es a veces apodado el «diente de Gargantua». Según la leyenda, sufriendo de un molar, se lo habría arrancado él solo ylo habría  escupido a distancia, formando así la montaña.

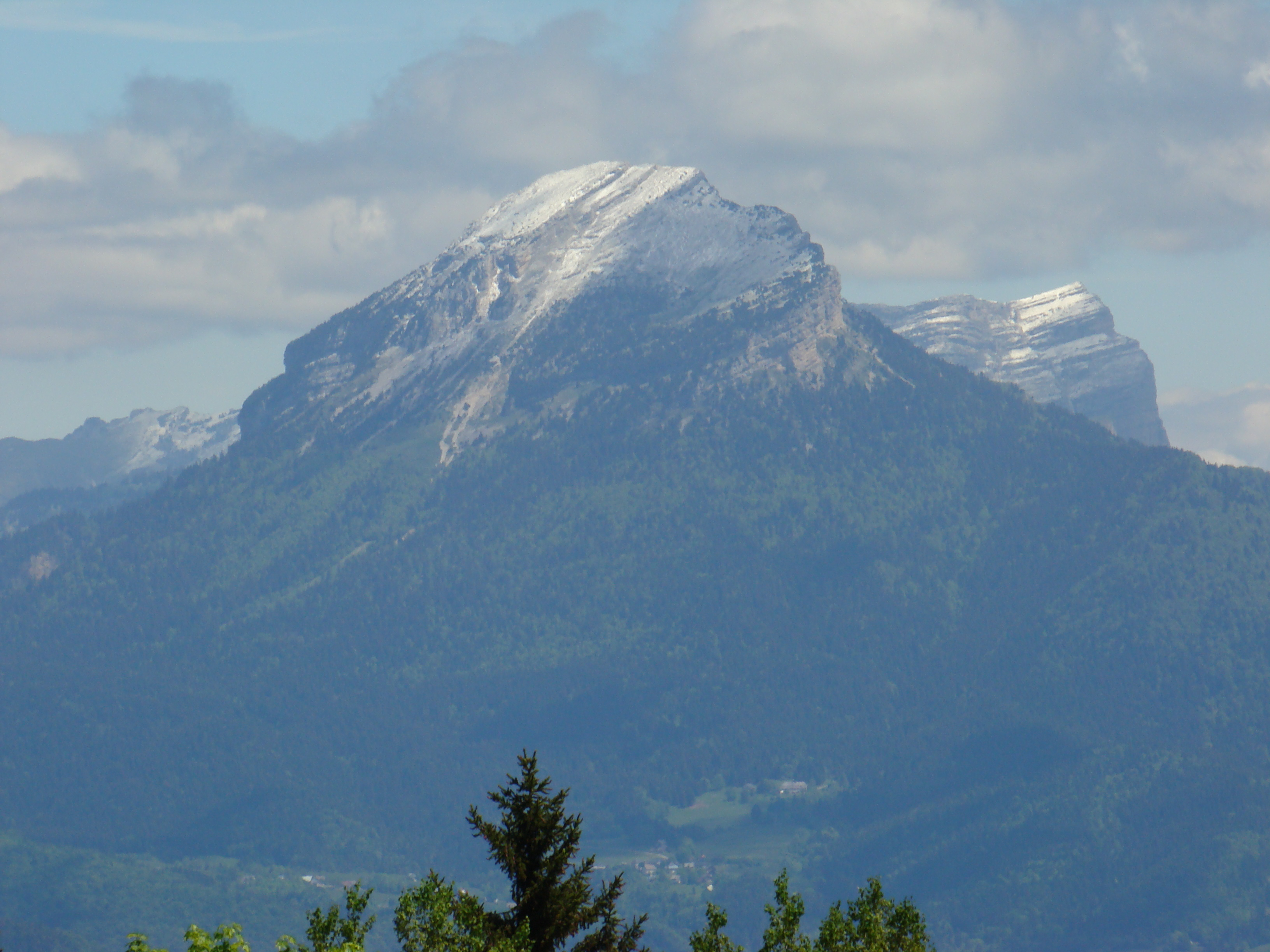
Visto desde Plateau Sornin
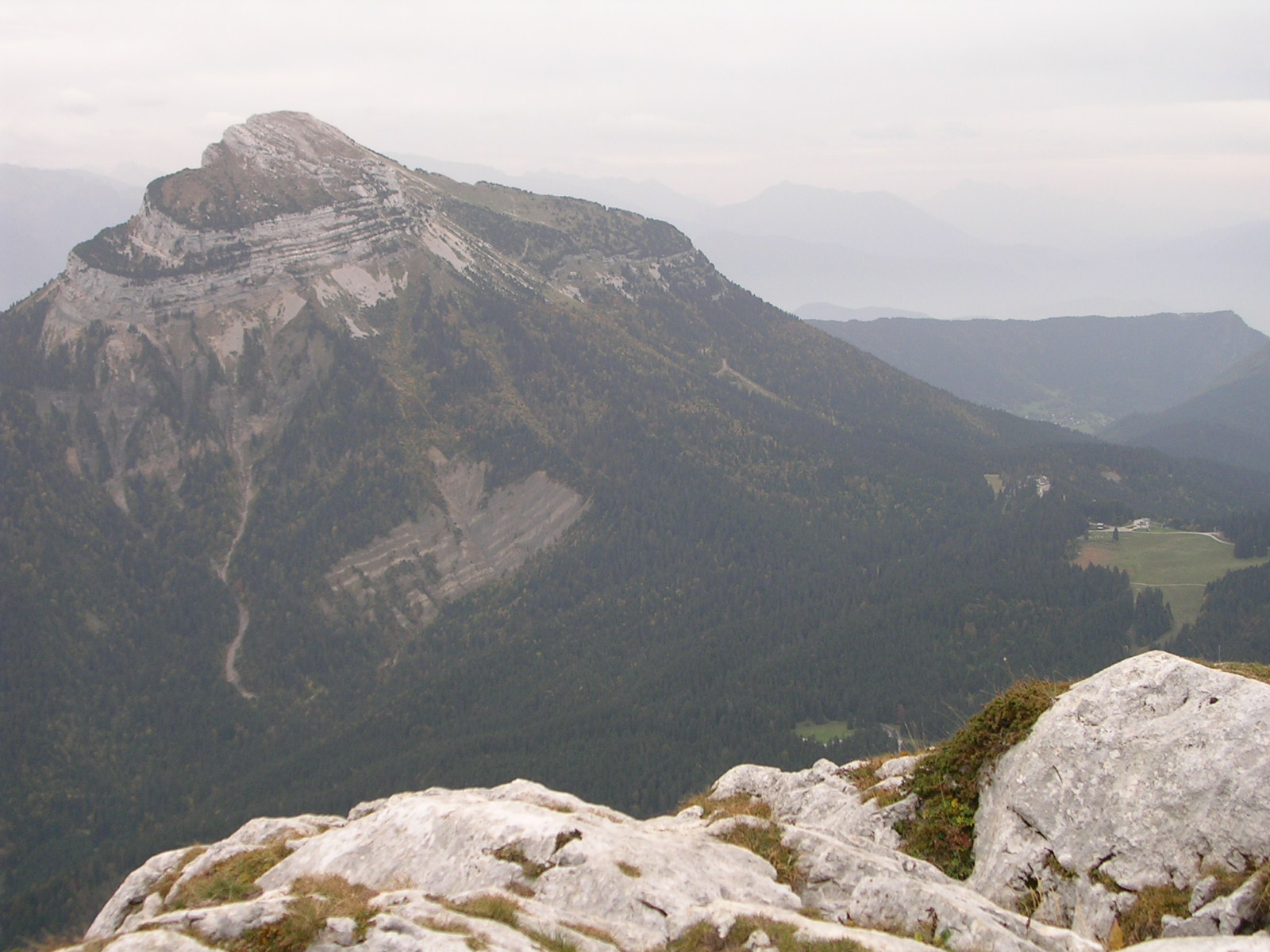
Visto desde la cima de Charmant Som